# ذا فيليج فويس

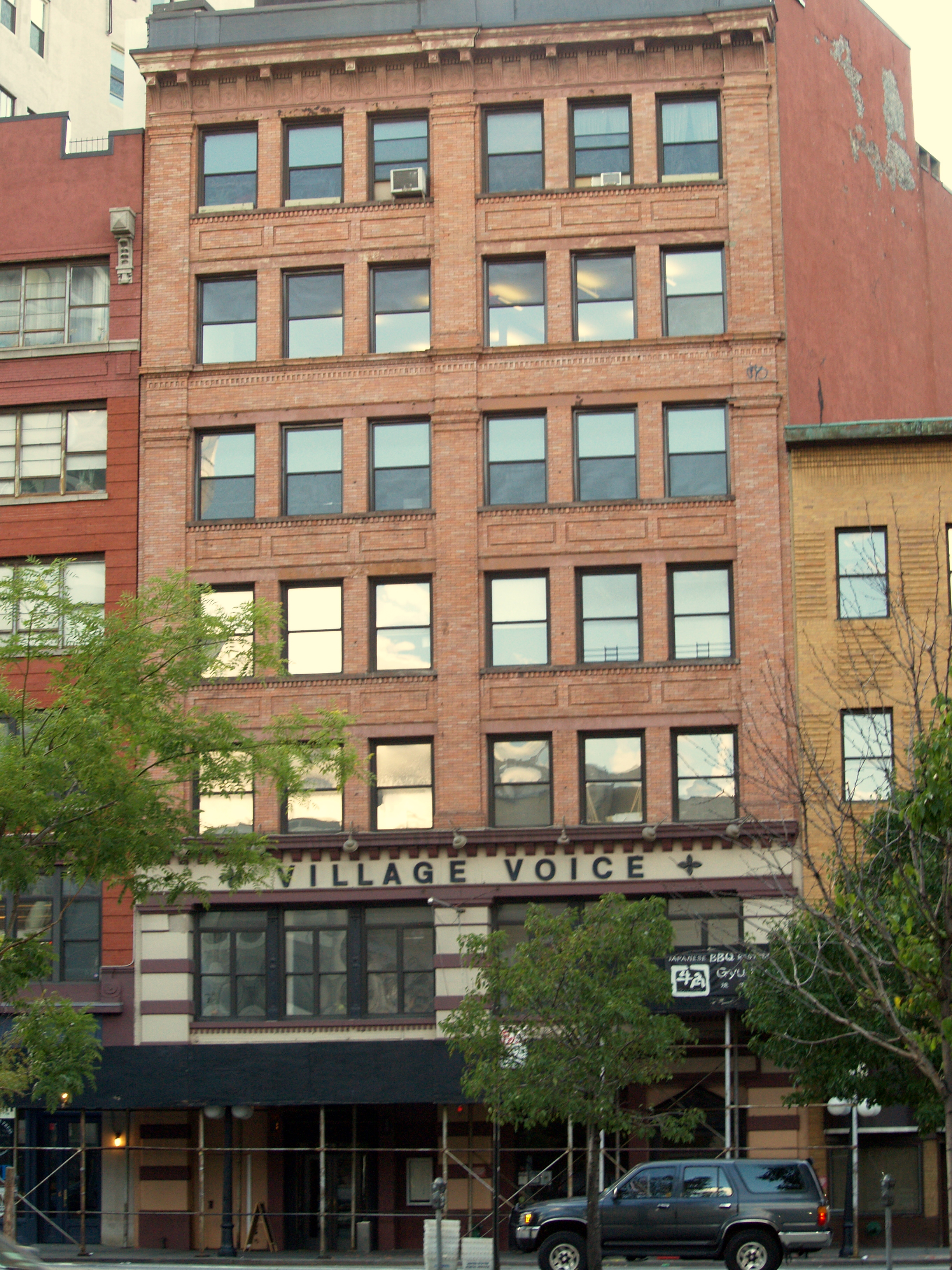
المكتب الرئيسي للصحيفة في ساحة كوبر بنيويورك

ذا فيليج فويس (بالإنجليزية: The Village Voice) هي صحيفة تابلويد مجانية أسبوعية وهي أيضاً صحيفة إخبارية ولها موقع إنترنت في مدينة نيويورك ويضم الموقع مقالات تحقيقية وتحليل للأحداث الجارية، الثقافة، الفنون وتغطية واسعة عن الموسيقى وقوائم بالأحداث في مدينة نيويورك. ويتم أيضاً توزيع الصحيفة في جميع أنحاء الولايات المتحدة عبر الدفع. الصحيفة هي الأولى من صيغة تابلويد في المناطق المتحضرة والتي أصبحت تعرف بالصحف البديلة الأسبوعية، وهي بالتالي أقدم وأضخم صحيفة من نوعها في الولايات المتحدة.

## وصلات خارجية
- ذا فيليج فويس الموقع الرسمي. (بالإنجليزية)